# Ehrenfels (bayerisches Adelsgeschlecht)

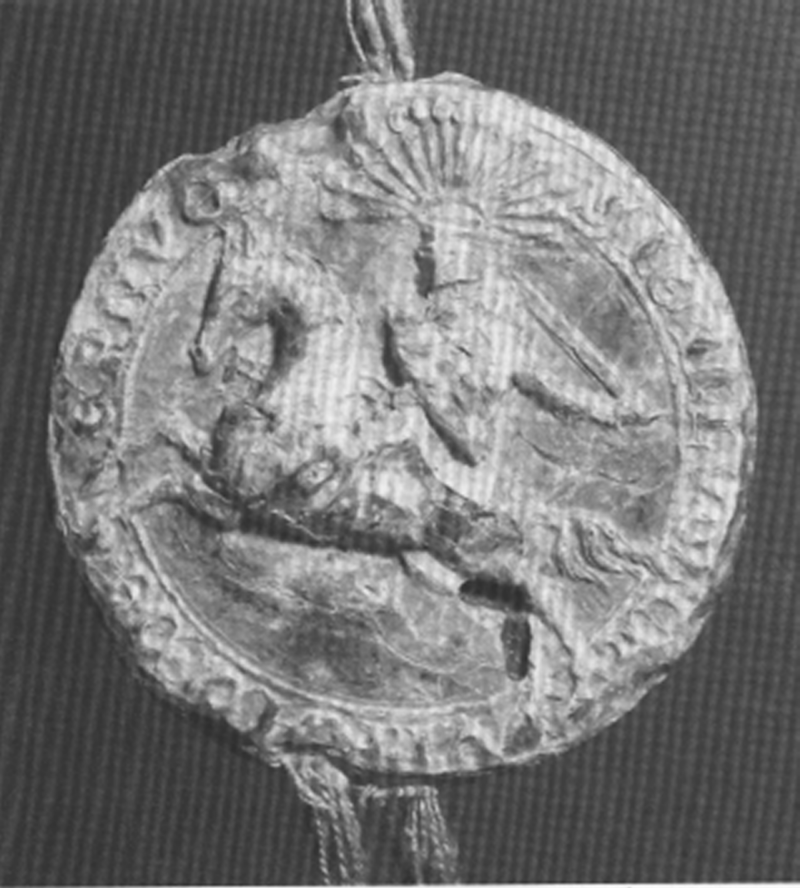
Reitersiegel des Konrad von Ehrenfels (1256)

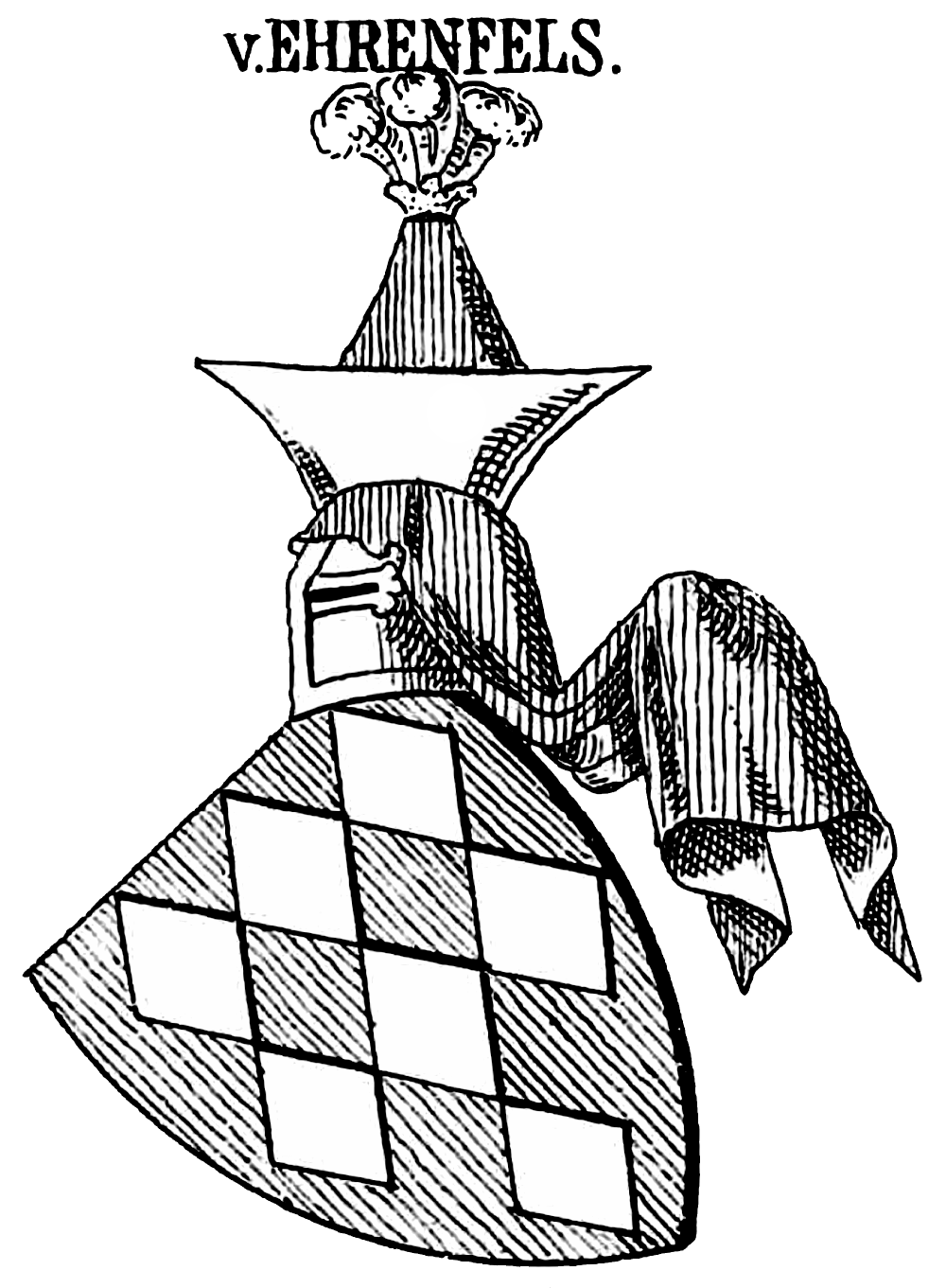
Wappen der Ehrenfelser

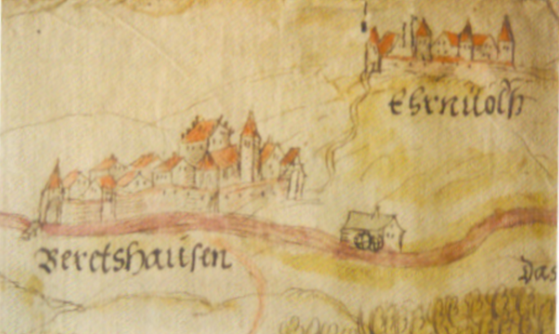
Burg Ehrenfels und Ort Beratzhausen (frühes 17. Jahrhundert)

Die Ehrenfelser waren ein Ministerialengeschlecht des Hochstiftes Regensburg und ein Nebenzweig der Herren von Hohenfels, mit denen sie auch das Wappen (Dreiecksschild mit sieben silbernen Rauten) teilten. Anlass für eine Differenzierung der Namen scheint gewesen zu sein, dass ein Konrad von Hohenfels auf die Burg Ehrenfels (gegründet vermutlich um 1205) bei Beratzhausen gezogen ist, während seinem Bruder Heinrich Hohenfels überlassen wurde. Dieser Konrad nannte sich hinfort von Ehrenfels.
Die Bezeichnung „Ehrenfels“ leitet sich von Er = Herr und damit von „Fels des Herren“ ab. In einer Urkunde von 1299 findet sich sogar die Bezeichnung „Hernfels“; die Schreibweise „Ehrenfels“ wurde 1579 durch den pfalzgräflichen Richter Michael Silbermann eingeführt und hat seitdem die frühere Bezeichnung  „Erenfels“ abgelöst.

## Geschichte
Erstmals taucht Konrad von Ehrenfels (Chunradus de Ernuels) in einer Schenkungsurkunde an das Kloster Pielenhofen vom 25. April 1256 auf, in der er sein Gut in Dettenhofen zur Ablösung der Zehnten auf allen seinen Besitzungen übergibt. Darin wird auch seine Mutter Hedwig erwähnt, die dem Kloster einen Hof und eine Hube in Anzenhofen bei Pilsach im Landkreis Neumarkt in der Oberpfalz unter der Bedingung vermacht, dass diese erst nach ihrem Tod in das Eigentum des Klosters übergehen sollen. Darin bezeichnet er auch den Bischof Albert als seinen Herrn. Um diese Zeit gelangte die Herrschaft Helfenberg, die 1232 an Konrad von Hohenfels verliehen worden war, an die Ehrenfelser Linie. Dies hängt eventuell mit dem missglückten Mordanschlag in Regensburg zusammen, den Konrad von Hohenfels auf den römisch-deutschen König Konrad IV. im Auftrag des Bischofs Albert durchgeführt hat. Nach dem Verkauf der Herrschaft Ehrenfels an Kaiser Ludwig der Bayer im Jahre 1335 blieben die Ehrenfelser weiterhin auf Helfenberg.
Konrad von Ehrenfels wird 1265 als Ratgeber des Regensburger Bischofs  Leo Thundorfer genannt. 1267 bezeugt er den Verkauf von zwei Höfen in Regensburg des Konrad von Hohenfels an den Bischof, 1268 tritt er als bischöflicher Salmann bei der Einigung zwischen Herzog Ludwig und dem Bischof auf, ebenso vermittelt er zwischen 1276 und 1285 mehrmals zwischen den Herzögen Ludwig und Heinrich. 1275 werden Konrad von Ehrenfels und Konrad von Hohenfels vom Bischof bei der Auseinandersetzung mit dem Kloster Sankt Emmeram eingesetzt, die Speicher des Klosters werden geplündert, Abt Haimo und zwei Mönche werden verhaftet und Wolfgang I. Sturm wird als Abt eingesetzt.
1276 erhält Konrad von Ehrenfels gemeinsam mit Heinrich II. von Rotteneck die Burg Brennberg zum Lehen. Heinrich war der Neffe des Konrad von Ehrenfels, der ihn avunculus (also Bruder der Mutter) nennt. 1282 erhält Konrad von Ehrenfels von seinem Onkel Heinrich von Rotteneck die Burg Siegenstein; ab 1320 geht sie in den Besitz des Dietrichs von der Au über.
1280 unterzeichnet Chunrad von Ehrenfels auf Veranlassung von König Rudolf I. eine Urkunde im Kloster Prüfening, wobei auch bedeutende Fürsten des Reiches, wie der Bischof von Basel, der Pfalzgraf bei Rhein und der Burggraf von Nürnberg mitunterschreiben.
1288 werden die Söhne Heinrich und Konrad genannt, die auf Veranlassung von Bischof Heinrich Güter mit Herzog Ludwig tauschen.
1290 wird berichtet, dass Konrad von Ehrenfels und seine Frau Osanna verstorben seien und im Kloster Pielenhofen begraben wurden. Die Söhne des Konrads und der Osana waren Konrad, 1280 bis 1298 Propst des Stifts St. Johann, Ritter Heinrich von Ehrenfels, Pfarrer Konrad von Oberwiesenacker und Konrad der Jüngere. Als Stiftspropst erscheint dieser Konrad erstmals am 15. März 1280, 1307 war er zusätzlich  Domkanoniker zu Passau und 1337 in Freising, auch erhielt er von 1312 bis 1341 die Probstei des Freisinger Kollegiatstift St. Andrä, verstorben ist er 1342. Konrad wohnte in Regensburg im sog. Ehrenfelser Hof (Schwarze-Bären-Straße 2). Diese vier werden auch bei einer Schenkung an das Kloster erwähnt. Die Ehrenfelser und die Hohenfelser sind an einer Fehde zwischen dem Bischof Heinrich und der Herren von Rain beteiligt. Gleichzeitig liegen die Ehrenfelser in Fehde mit den Rohrenfelsern.
1299 vermittelt Heinrich von Ehrenfels für den Bischof Konrad V. von Lupburg wegen des Totschlags an dem Weigant Chrätzel mit dessen Angehörigen.
Um 1300 werden Heinrich und Konrad Ehrenfels vom Regensburger Bischof wie unabhängige Söldner bezahlt, zugleich stehen sie im Dienst der bayerischen Herzöge. Beide sind maßgeblich an der Fehde Bischof Konrads gegen die Grafen von Hirschberg beteiligt, der Pfalzgraf musste bei dem Streit vermitteln. Heinrich und Konrad von Ehrenfels handeln als Räte von Herzog Ludwig IV. einen Vergleich mit der Stadt Regensburg aus. Die Beziehungen zu den Wittelsbachern werden in der Folge immer enger und die zum Hochstift Regensburg lockerer. Dennoch können sie den finanziellen Ruin, auch wegen großzügiger Dotationen und verschiedener Verkäufe (1305 Verkauf des Zehnts der Pfarrei Pettendorf an das Kloster Pielenhofen, 1303 Verkauf der Kirche in Illenschwang und Nattershofen, heute Lauterhofen, an das Kloster Pielenhofen) nicht abwenden.
1311 ist Heinrich von Ehrenfels zu Helfenberg Bürgermeister von Regensburg. Als solcher erwirbt er 1312 von König Heinrich von Böhmen ein  Handelspatent und einen Schutzbrief für die Regensburger Kaufleute. 1312 schlichtet er einen Streit zwischen König Otto und dem Bischof Konrad. Heinrich wird 1314 an vorderer Stelle im Gefolge des römisch-deutschen Königs Ludwig IV. bei seinem Zug zur Königswahl nach Frankfurt genannt. Er ist im gleichen Jahr Mitunterzeichner bei dem Friedensvertrag zwischen Rudolf I. und seinem Bruder Ludwig dem Bayer auf der einen und Friedrich von Österreich und dessen Brüder auf der anderen Seite. Auch sein  Vetter Konrad von Ehrenfels erhält vom bayerischen Herzog Sold. 1317 ist Heinrich von Ehrenfels Mitglied des herzoglichen Rates und wird in ein Gremium berufen, das den Streit zwischen den Brüdern Rudolf I. und Ludwig der Bayer schlichten sollte. Heinrich von Ehrenfels verstirbt 1318.
1326 schwört Konrad von Ehrenfels dem Regensburger Bischof Nikolaus von Ybbs Gefolgschaftstreue und Kriegsdienste gegen Bezahlung; er verspricht, den Bischof mit sechs Kriegsknechten und seiner Burg Ehrenfels zu unterstützen gegen jährlich 20 Pfund Regensburger Pfennige, außer gegen König Ludwig den Bayern. 1327 kauft Abt Herrmann vom Kloster Kastl von Konrad von Ehrenfels die Vogtei von zwei Höfen in Albertshofen bei Velburg und zwei Güter in Freischweibach bei Kastl.
1330 wird Heinrich von Ehrenfels von Bischof Nikolaus für geleistete Dienste bezahlt. 1332 gelobt Heinrich von Ehrenfels dem Regensburger Bischof Nikolaus von Ybbs mit sechs Gewappneten und vier Schützen für 70 Pfund Pfennige zu dienen. Damit wird deutlich, dass sich die Ehrenfelser ihrer Pflicht als Dienstmannen entledigt hatten und sich jetzt für Dienste, zu denen sie eigentlich verpflichtet waren, bezahlen ließen.
1331 werden Heinrich von Ehrenfels und Konrad von Ehrenfels als Regensburger Domherren genannt. Heinrich von Ehrenfels ist 1333 Pfleger auf der Hohenburg. 1344 wird Heinrich von Ehrenfels, nachdem das Joch der Auer abgeschüttelt war, Bürgermeister zu Regensburg.
1335 war Heinrich von Ehrenfels aufgrund von Schulden gezwungen, die Burg Ehrenfels und seine Besitzungen in Beratzhausen an Kaiser Ludwig IV. für 1100 Pfund Regensburger Pfennige in bar und 200 Pfund Pfennige auf die Salzzölle zu Riedenburg, Hemau und der Vorstadt in Regensburg zu verkaufen, ohne dass der Bischof um Zustimmung gefragt wurde. Bereits 1326 spricht Konrad von Ehrenfels von miner Vest ze Erenvels und übergeht dabei die Tatsache, dass die Burg ein Dienstlehen des Bischofs war. Das ehemalige Dienstgut ist also zu Eigengut geworden. Heinrich von Ehrenfels, gesessen zu Helfenberg verstirbt im Juli 1345. Ludwig der Bayer veräußert die Besitzungen im gleichen Jahr weiter an Dietrich von Stauff († nach 1343).
1353 bestätigt Konrad von Ehrenfels dem Regensburger Bischof Nikolaus von Ybbs den Empfang einer Zahlung, was auf die Beendigung des Dienstverhältnisses schließen lässt.
1366 unterstellen die Hohenfelser ihre Lehen dem König von Böhmen und Kaiser Karl IV. 1370 verkauft Hans von Ehrenfels auf Helfenberg sein Gut in Allershofen. Die Urkunde wird auch von Peter von Ehrenfels gesiegelt. Hans und Peter von Ehrenfels erklären in diesem Jahr der Stadt Regensburg die Fehde, werden aber vom Kaiser Karl IV. an das zuständige Gericht verwiesen (Kaiser Karl IV. befahl, bei den reichshulden davon abzustehen, sonderndo wo er etwaz zu der statt oder iren burgern zu sprechen (hätte) solches zu Regensbruch vor iren Richtern zu tun).
Ab 1372 beginnt die stückweise Verpfändung  der Herrschaft Helfenberg an den Kurfürsten Rudolf I. Hans von Ehrenfels erhält zur Sicherung seines Lebensunterhaltes vom Kurfürsten das Amt des Pflegers von Pfaffenhofen. Der endgültige Verkauf wird nach dem Tod des Hans von seiner Witwe Anna Marschällin von Biberbach für 8000 Gulden getätigt.
Conrad VI. von Hohenfels schenkt 1390 dem Kloster Pielenhofen unter Äbtissin Anna Parsbergerin die Kirche zu Utzenhofen (heute Ortsteil von Kastl). 1391 ist Konrad der Ehrenfelser herzoglicher Pfleger in Schönberg und 1394 in Cham.
Im Mai 1393 werden bei dem Turnier, das die bayerischen Herzöge Albrecht I. von Niederbayern, Johann II. von Oberbayern und dessen Sohn Ernst in Regensburg veranstalten, Chunrad von Ernvels und der von Hohenvels sowie zwei Stauffer zu Ehrenfels genannt.
1395–1403 ist Anna, die Ehrenfelserin Äbtissin im Kloster Pielenhofen.  1409 stirbt das Geschlecht der Ehrenfelser mit Konrad von Ehrenfels aus.

## Wappen
- Das Wappen zeigt in Rot sieben (3:3:1) silberne Wecken. Auf dem Helm mit rot-silbernen Helmdecken ein silbern gestulpter, gekrönter roter Spitzhut, oben mit drei silbernen Straußenfedern besteckt.[4]
- Die Stauffer zu Ehrenfels führten die Wappen beider Geschlechter vereint in einem gevierten Wappenschild, mit beiden Helmzieren darüber.

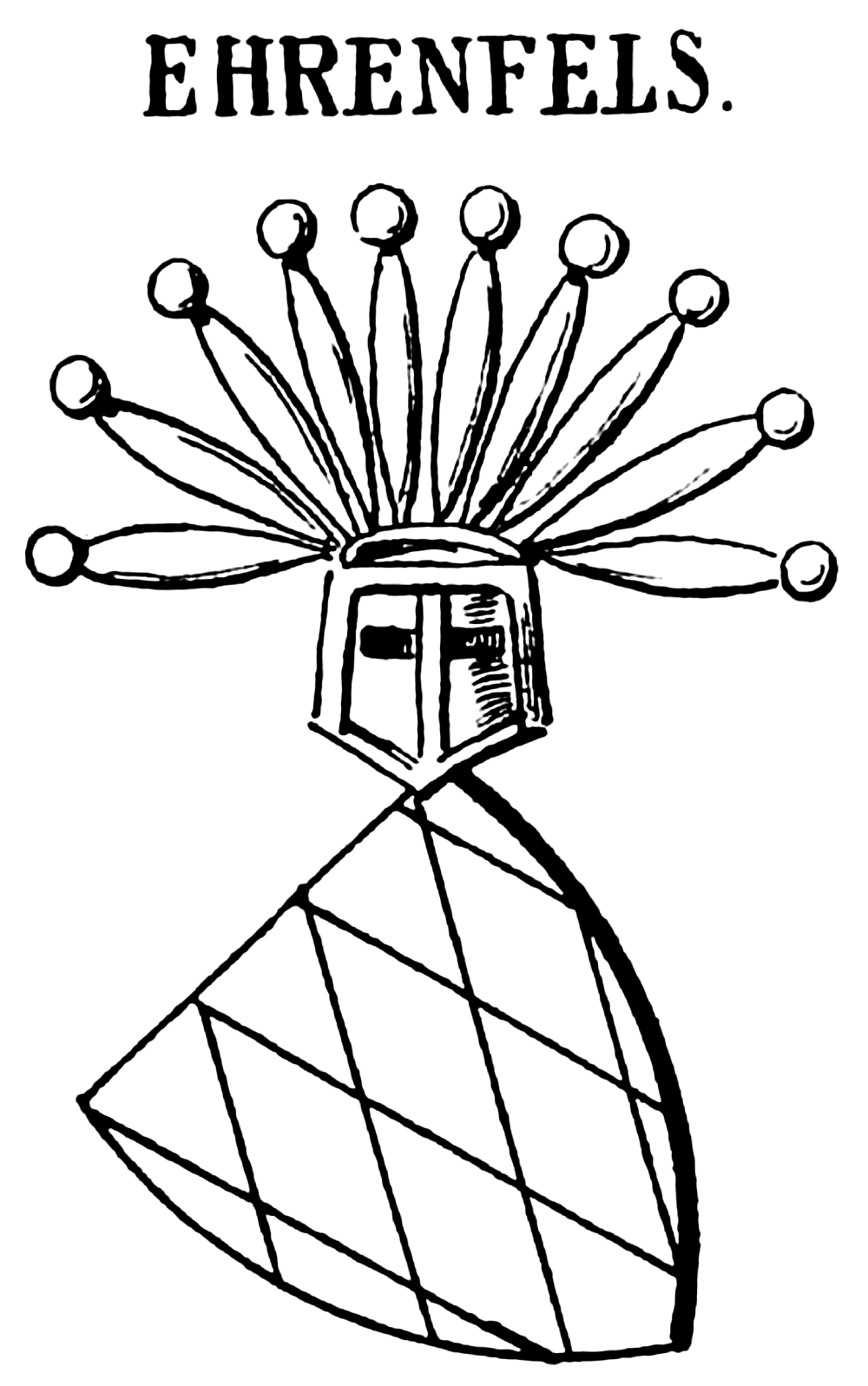
Wappen der Ehrenfelser nach dem Reitersiegel des Heinrich von Ehrenfels von 1294
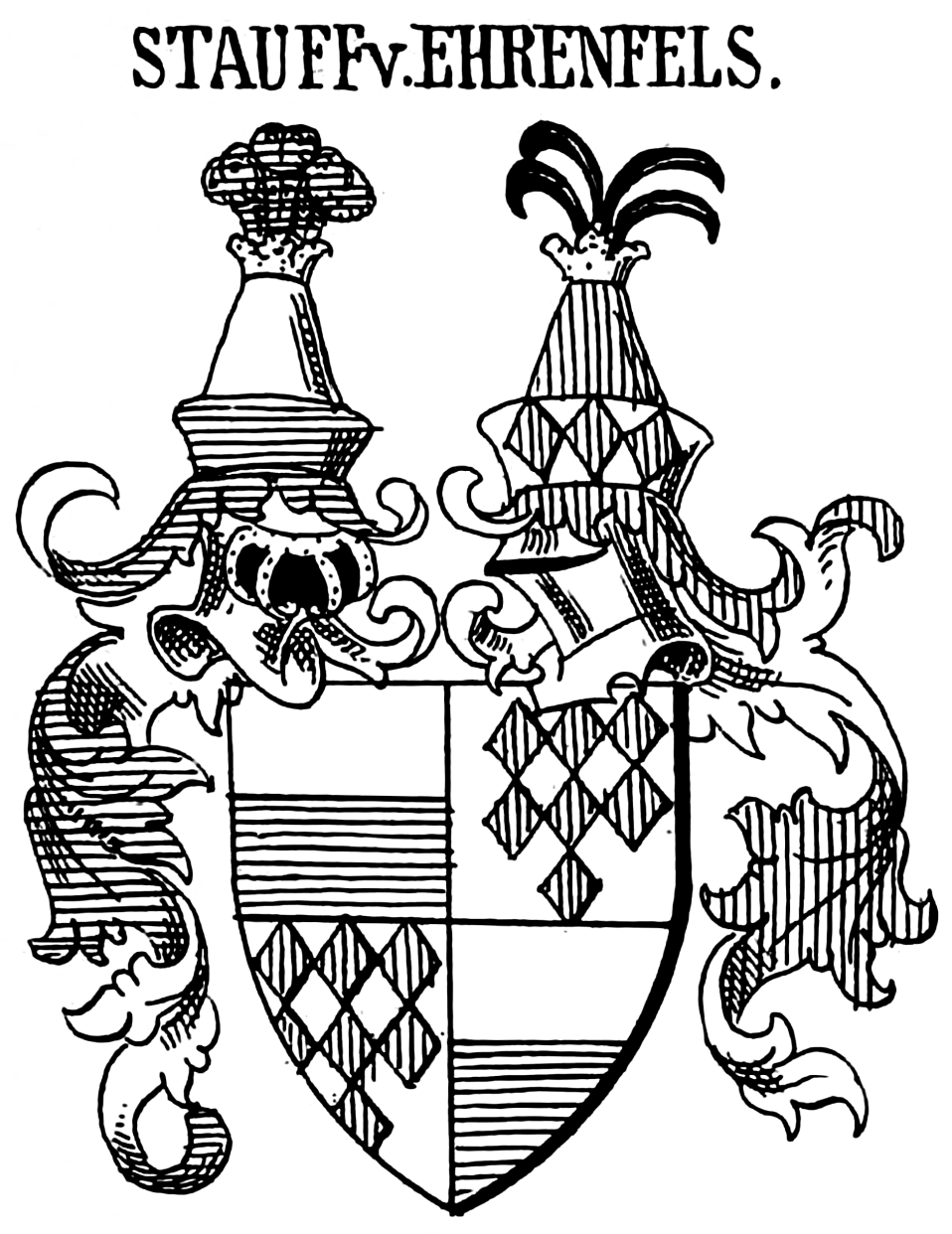
Wappen der Stauffer von Ehrenfels

## Stammliste
Eine vollständige Stammliste wird bei den Raitenbuchern wiedergegeben, hier sind nur einzelne Personen, die den Ehrenfelser zugeordnet werden können, genannt.
1. Konrad von Ehrenfels (Chunradus de Ernuels) † 1290 ⚭ Osana
2. Heinrich von Ehrenfels, † 1318, ⚭ Kunigunde von Reicheneck
3. Hedwig von Ehrenfels, Nonne im Kloster Pielenhofen (um 1300)
4. Heinrich der Alte
5. Heinrich der Junge
6. K(C)onrad von Ehrenfels ⚭ 1359, Agnes Staufferin
7. Hans von Ehrenfels ⚭ 1363, Dorothea von Sulzbürg-Wolfstein, Tochter von Albrecht d. Ä. von Sulzbürg-Wolfenstein
8. Hans von Ehrenfels ⚭ Anna Marschällin von Biberbach
9. Konrad
10. Agnes
11. Adelheid ⚭ Schenken von Reicheneck